# Кенорецкое сельское поселение
Кенорецкое сельское поселение или муниципальное образование «Кенорецкое» — упразднённое муниципальное образование со статусом сельского поселения в Плесецком муниципальном районе Архангельской области.
Соответствует административно-территориальной единице в Плесецком районе — Кенорецкому сельсовету.
Административный центр — деревня Корякино.

## География
Кенорецкое сельское поселение находилось в южной части Плесецкого района Архангельской области.

## История
Муниципальное образование было образовано в 2006 году.
1 июня 2016 года (Законом Архангельской области от 24 февраля 2016 года № 390-23-ОЗ), Кенорецкое сельское поселение было упразднено и влито в Конёвское сельское поселение с административным центром в селе Конёво.
Декретом ВЦИК от 18 сентября 1922 года Олонецкая губерния была упразднена и разделена. Боярская, Бережно-Дубровская, Красновская, Почезерская, Карякинская и Захаровская волости Пудожского уезда перешли в состав Каргопольского уезда Вологодской губернии. В 1929 году был образован Кенорецкий, Пёршлахтинский и Самковский с/с, вошедшие в состав Приозёрного района, центром которого было село Конёво. В 1954 году Самковский сельсовет, а в 1960 году Пёршлахтинский сельсовет были присоединены к Кенорецкому с/с. В 1963—1965 годах Кенозерский и Кенорецкий сельсоветы входили в состав Каргопольского сельского района.

## Население
| \| 2005[7] \| 2010[8] \| 2011[9] \| 2012[10] \| 2013[11] \| 2014[12] \| 2015[13] \| \| ------- \| ------- \| ------- \| -------- \| -------- \| -------- \| -------- \| \| 1256 \| ↘1081 \| ↗1090 \| ↘1032 \| ↘966 \| ↘944 \| ↘913 \| \| 2016[1] \| \| \| \| \| \| \| \| ↘892 \| \| \| \| \| \| \| 250 500 750 1000 1250 1500 2011 2016 |       |       |       |      |      |      |
| 2005 | 2010  | 2011  | 2012  | 2013 | 2014 | 2015 |
| 1256 | ↘1081 | ↗1090 | ↘1032 | ↘966 | ↘944 | ↘913 |
| 2016 |       |       |       |      |      |      |
| ↘892 |       |       |       |      |      |      |

## Состав сельского поселения
| №  | Населённый пункт | Тип населённого пункта          | Население |
| -- | ---------------- | ------------------------------- | --------- |
| 1  | Аверкиевская     | деревня                         | ↗6        |
| 2  | Волово           | деревня                         | →1        |
| 3  | Враниковская     | деревня                         | →3        |
| 4  | Ивановская       | деревня                         | →14       |
| 5  | Измайловская     | деревня                         | ↗22       |
| 6  | Караник          | деревня                         | →1        |
| 7  | Коровино         | деревня                         | ↘0        |
| 8  | Коровино         | посёлок                         | ↗15       |
| 9  | Корякино         | деревня, административный центр | ↗260      |
| 10 | Кузьминская      | деревня                         | →0        |
| 11 | Першлахта        | деревня                         | ↗66       |
| 12 | Поромское        | деревня                         | ↘0        |
| 13 | Рудниковская     | деревня                         | ↗63       |
| 14 | Самково          | деревня                         | ↗99       |
| 15 | Самково          | посёлок                         | ↗619      |
| 16 | Степановская     | деревня                         | ↘6        |

## Экономика
На территории поселения существовала Кенская узкоколейная железная дорога.